# Edgar Etheling
Edgar Etheling, angleški kralj, * okoli 1051, † okoli 1126.
Bil je zadnji moški član zahodnosaške kraljeve dinastije Wessex. Bil je razglašen, ampak nikoli kronan angleški kralj.
Rodil se je na Madžarskem. Bil je edini sin Edvarda Izgnanega in s tem edini dedič angleške krone ter vnuk Edmunda II. Leta 1066 je bil predlagan, da nasledi svojega prastrica Edvarda Spoznavalca, a je bil premlad, da bi branil državo pred vdorom Normanov, ki jih je vodil Viljem Osvajalec. Zato je svet modrih mož (witenagemot) za kralja izvolil Harolda Godwinsona. Po smrti Harolda v bitki pri Hastingsu 14. oktobra 1066 je witenagemot razglasil Edgarja II. za kralja, a nikoli ni bil kronan, ker se je predal Viljemu I. v Berkhamstedu v začetku decembra 1066.

## Po normanskem vdoru
Viljem je obzirno ravnal z Edgarjem. V tem je videl politično prednost, zato ga je imel v ujetništvu, nato pa poslal v Normandijo. 
| Predhodnik: Harold II., Angleški | Britanski monarh 1066–1087 | Naslednik: Viljem I. |

1. ↑  Foundation for Medieval Genealogy
2. ↑  https://www.biografiasyvidas.com/biografia/e/edgar_atheling.htm